# Груневальд
Груневальд (нем. Grunewald) — административный район на западе германской столицы в составе округа Шарлоттенбург-Вильмерсдорф. Получил название по одноимённому лесному массиву. Исторически сложилось, что этот район для самых богатых и влиятельных людей столицы.
В 1880-е годы прусское государство при личном вмешательстве рейхсканцлера Отто Бисмарка продало 234 га леса Груневальд банковскому консорциуму, который планировал возвести на этой территории жилой квартал по примеру колоний вилл Альзен и Лихтерфельде, получивший впоследствии название «колония миллионеров Груневальд». В связи с этим проектом были отстроены улицы Курфюрстендамм и Бисмарк-аллея, многочисленными плотинами на запруженном ручье создана система живописных озёр и таким образом к 1889 году в самой западной тогда части города возник зелёный элегантный и респектабельный жилой квартал — колония вилл Груневальд.
На месте частично разрушенных во Вторую мировую войну вилл в послевоенное время появились не только новые виллы и особняки, но и малоэтажная многоквартирная застройка. До настоящего времени Груневальд является самым дорогим кварталом в «дуге» берлинских вилл, которая протянулась на юго-западе города от колонии вилл Лихтерфельде-Вест на юге через Далем и Груневальд вплоть до Вестенда и Потсдама.